# Marissa Markelon
Marissa Markelon   (Milford, c. 1992) és una antiga pilot professional de motocròs nord-americana. El 2014 va guanyar el campionat AMA de motocròs en categoria femenina (WMX).

## Biografia
Nascuda en una família aficionada al motocròs, Markelon va començar a conduir motocicletes a només quatre anys i aviat va començar a competir en curses infantils amb motos de 50 cc. Quan tenia onze anys, competia en categories més grans per tot Nova Anglaterra i ja obtenia nombrosos èxits. Després de guanyar les curses en la divisió femenina, va per competir amb els millors en curses masculines. El 2004, a dotze anys, veient que progressava, els seus pares van decidir d'apuntar-la a una cursa classificatòria per al campionat AMA de motocròs amateur (Loretta Lynn's Amateur Championship, LLMX). Markelon va guanyar l'eliminatòria i va acabar vuitena a l'LLMX en categoria Girls 9-13. Marissa va seguir competint anualment a l'LLMX fins que va passar a córrer com a professional el 2009. Aquell any va ser la Rookie of the Year ("novella de l'any").
El 2014 va ser campiona AMA femenina (WMX) i el 2015, subcampiona. El 2016, quan estava a punt per a revalidar el seu títol, va contraure el virus d'Epstein-Barr, el qual la va deixar sense forces i incapacitada per a tornar a competir al màxim nivell. Aleshores va decidir dedicar-se als estudis i va cursar un grau en administració d'empreses a la Southern New Hampshire University, que va obtenir el 2019. Actualment, Markelon regenta el seu propi centre d'entrenament de motocròs a Vero Beach (Florida), on també fa d'entrenadora.